# Geschäftsflugverkehr

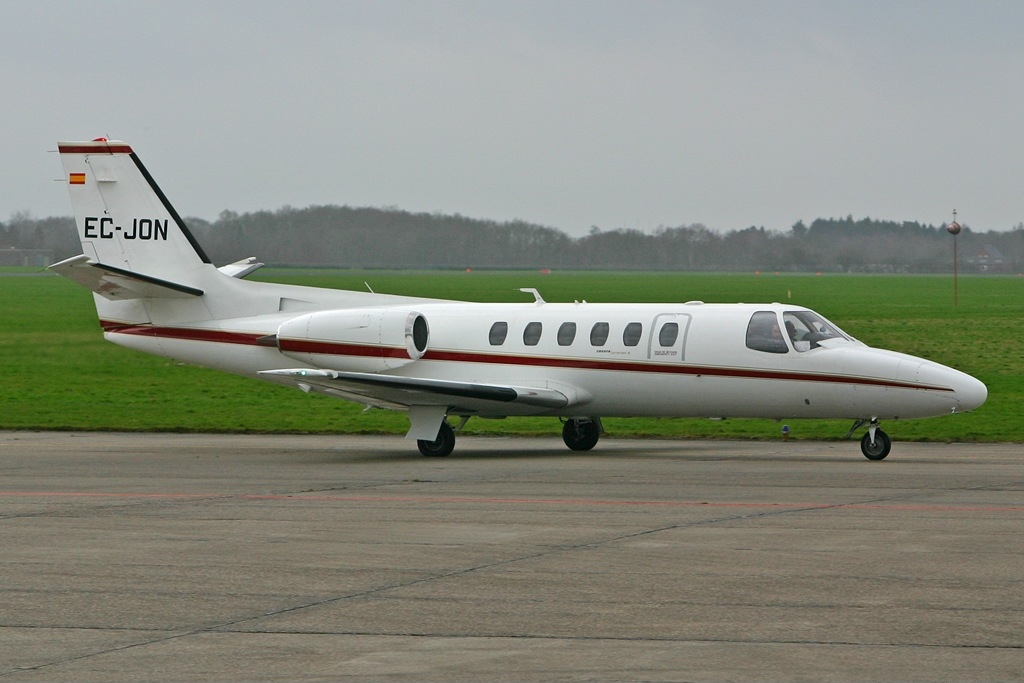
Die Cessna Citation ist eines der am häufigsten genutzten Geschäftsreiseflugzeuge.

Geschäftsflugverkehr (auch: Geschäftsreiseflugverkehr) oder Business Aviation (Luftfahrtabkürzung: BIZAV) ist der zivile nicht planmäßige Luftverkehr wie z. B. der firmeneigene Werksverkehr oder der gewerbliche Betrieb von Geschäftsreiseflugzeugen zum Zwecke des Transportes von Personen und Fracht.

## Beschreibung
Im Gegensatz zum Linienflugverkehr behauptet sich der Geschäftsflugverkehr vor allem durch Individualtransport. Er ermöglicht es, flexibel und schnell zu reisen. So entstehen weniger Ausfallzeiten durch Wartezeiten an Flughäfen für die Reisenden.
Luftrechtlich fällt der Geschäftsflugverkehr unter die Allgemeine Luftfahrt (General Aviation), da es im Einzelfall schwer zu entscheiden wäre, ob der jeweilige Flug geschäftlicher oder sonstiger Art ist. Außerdem existieren zum Teil unterschiedliche Vorschriften und Bestimmungen für den Werksverkehr sowie den übrigen gewerblichen Geschäftsflugverkehr. Dazu zählen unter anderem unterschiedliche Besteuerung von Treibstoffen, vorgeschriebene Mindest-Landebahnlängen sowie Mindestqualifikationen der Piloten.
Im modernen Geschäftsflugverkehr steigt der Trend vom individuellen Charterflug oder firmeneigenen Jet zu kostensenkenden Varianten wie Leasing und Fractional Ownership (Anteiliger Besitz eines Flugzeugs ohne Übernahme der Verantwortung für den Flugbetrieb).
Geschäftsreiseflugzeuge können in Europa – da sie zumeist kürzere Pisten nutzen können – auf ca. 2000 Flugplätzen landen, während die Liniengesellschaften nur etwa 200 Ziele anfliegen können.
Bekannte Unternehmen sind in Europa z. B. PrivatAir und Jet Aviation  (Charter), NetJets (Fractional Ownership), SFD – Stuttgarter Flugdienst sowie DC Aviation.

## Wirtschaftliches
Die Geschäftsfliegerei ist starken zyklischen marktwirtschaftlichen Schwankungen ausgesetzt, im Sommer ist die Zahl der Flüge deutlich höher als im Winter. Dabei nutzen nicht nur große Konzerne Geschäftsreiseflugzeuge, sondern auch kleinere und mittelständische Unternehmen. Die drei flugbewegungsstärksten Staaten im Bereich der Geschäftsfliegerei sind in dieser Reihenfolge Deutschland, Großbritannien und Frankreich.

### Die meistfrequentierten Flughäfen
Die folgende Tabelle zeigt die 20 europaweit im Geschäftsflugverkehr am häufigsten frequentierten Flughäfen mit Stand September 2013:
| Platz | Name               | Anzahl der Starts |
| ----- | ------------------ | ----------------- |
| 1     | Le Bourget         | 17.347            |
| 2     | Genf               | 13.977            |
| 3     | Nizza Côte d’Azur  | 12.958            |
| 4     | London-Luton       | 9.720             |
| 5     | Moskau-Wnukowo     | 9.496             |
| 6     | Zürich             | 8.438             |
| 7     | Farnborough        | 7.757             |
| 8     | Mailand-Linate     | 7.216             |
| 9     | Wien-Schwechat     | 5.759             |
| 10    | Cannes-Mandelieu   | 5.422             |
| 11    | Kiew-Schuljany     | 5.267             |
| 12    | Rom-Ciampino       | 5.066             |
| 13    | München            | 4.850             |
| 14    | London Biggin Hill | 4.447             |
| 15    | Stuttgart          | 4.066             |
| 16    | Salzburg           | 3.917             |
| 17    | Madrid-Barajas     | 3.845             |
| 18    | Berlin-Schönefeld  | 3.802             |
| 19    | Prag               | 3.766             |
| 20    | Ibiza              | 3.680             |

Nur Charter- und Privatflüge wurden gezählt.